# Jan (Batash)
Jan, nazwisko świeckie Batash – duchowny prawosławnego Patriarchatu Antiocheńskiego, od 2017 biskup pomocniczy metropolii Damaszku.

## Życiorys
Chirotonię biskupią otrzymał 12 listopada 2017 otrzymując stolicę tytularną Sergiopolis.